# Château d'Albertis
Le château d'Albertis est un monument de la ville de Gênes, en Italie. Il tire son nom du capitaine de marine Enrico Alberto D'Albertis. Le château abrite le Musée des cultures du monde - en italien Museo delle Culture del Mondo.

## Situation et accès
Le château est situé au sommet de la colline dite « monte Galletto », dans le quartier de Castelletto, au nord du centre médiéval de Gênes.
L'accès se fait grâce à l'ascenseur du château d'Albertis, inauguré en 1929, un modèle unique au monde, puisqu'il se déplace dans deux directions différentes, d'abord horizontalement puis verticalement.

## Histoire
[[Fichier:Enrico Albert
o d'Albertis.jpg|vignette|Enrico Alberto D'Albertis, explorateur, navigateur et écrivain voyageur génois (1846-1932).]]
Le château est construit en style néogothique entre 1886 et 1892 par l'architecte Alfredo d'Andrade. Le capitaine d'Albertis lègue son château à la ville de Gênes à sa mort en 1932.

## Collections du musée des cultures du Monde

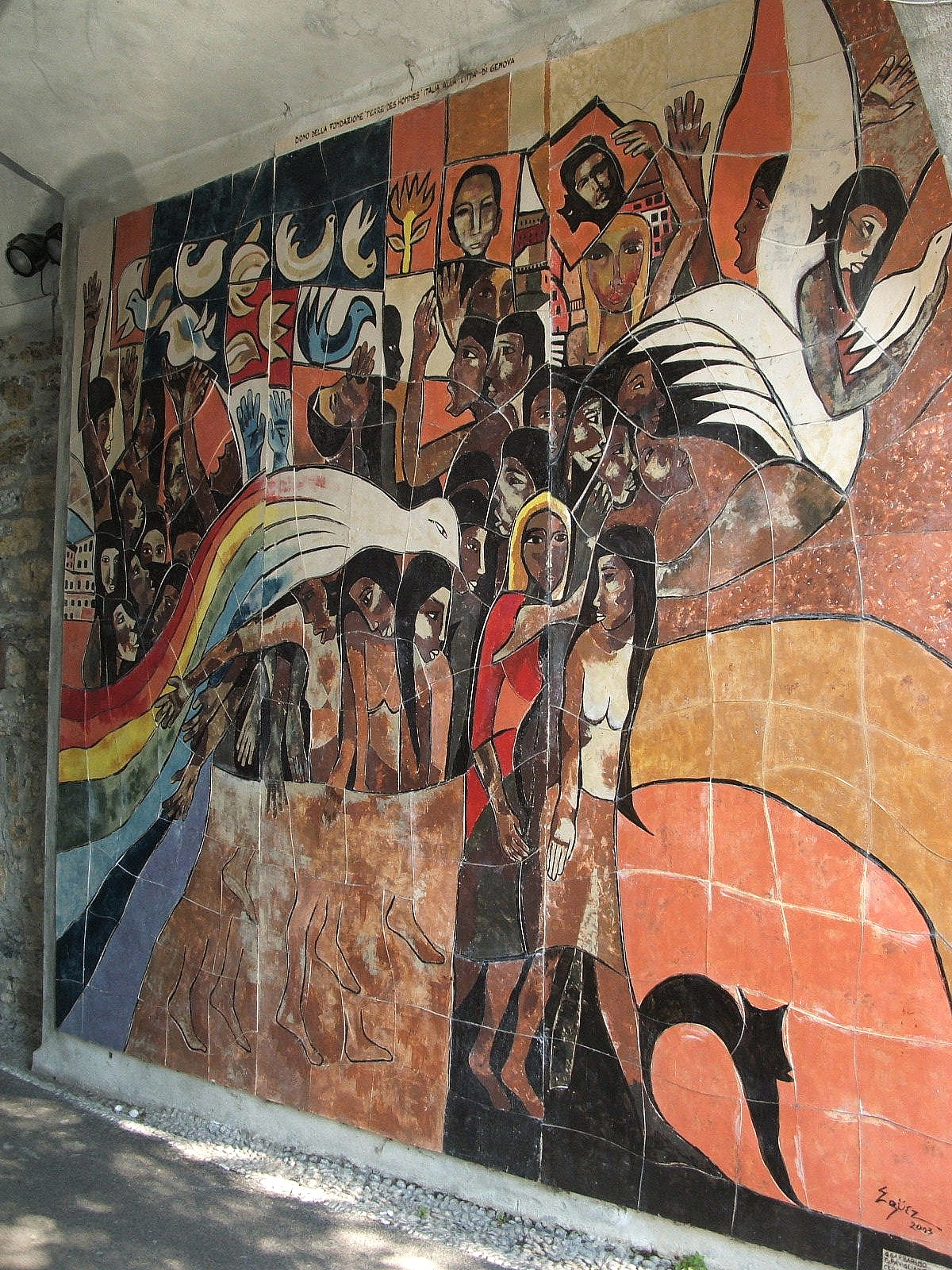
Fresque Terre des hommes à l'entrée du château Albertis

Le musée abrite une collection d'objets ethnographique et archéologique rassemblées par le capitaine d'Albertis lors de ses voyages en Afrique, dans les Amériques et en Océanie, à la manière d'un cabinet de curiosités. Aux collections océaniennes rassemblées par le capitaine s'ajoutent celles de son cousin Luigi Maria d'Albertis, premier explorateur du fleuve Fly en Nouvelle-Guinée entre 1872 et 1878.
Font partie des collections du musée le matériel que les missions catholiques américaines ont exposé à Gênes à l'occasion des célébrations de 1892, pour les 400 ans de la découverte de l'Amérique par le génois Christophe Colomb, puis ont fait don à la ville.
Une grande quantité de découvertes archéologiques précolombiennes en argile et textile et des collections ethnographiques africaines ont ensuite été acquises par la municipalité et intégrées dans la collection du capitaine peu après sa mort. Au cours des dernières années, le musée s'est encore enrichi grâce au don de matériel ethnographique sud-américain et des peuples indigènes de l'Arizona. À l'été 2003, une très riche collection de découvertes précolombiennes de l'Équateur a été donnée, qui remonte à la culture Valdivia.

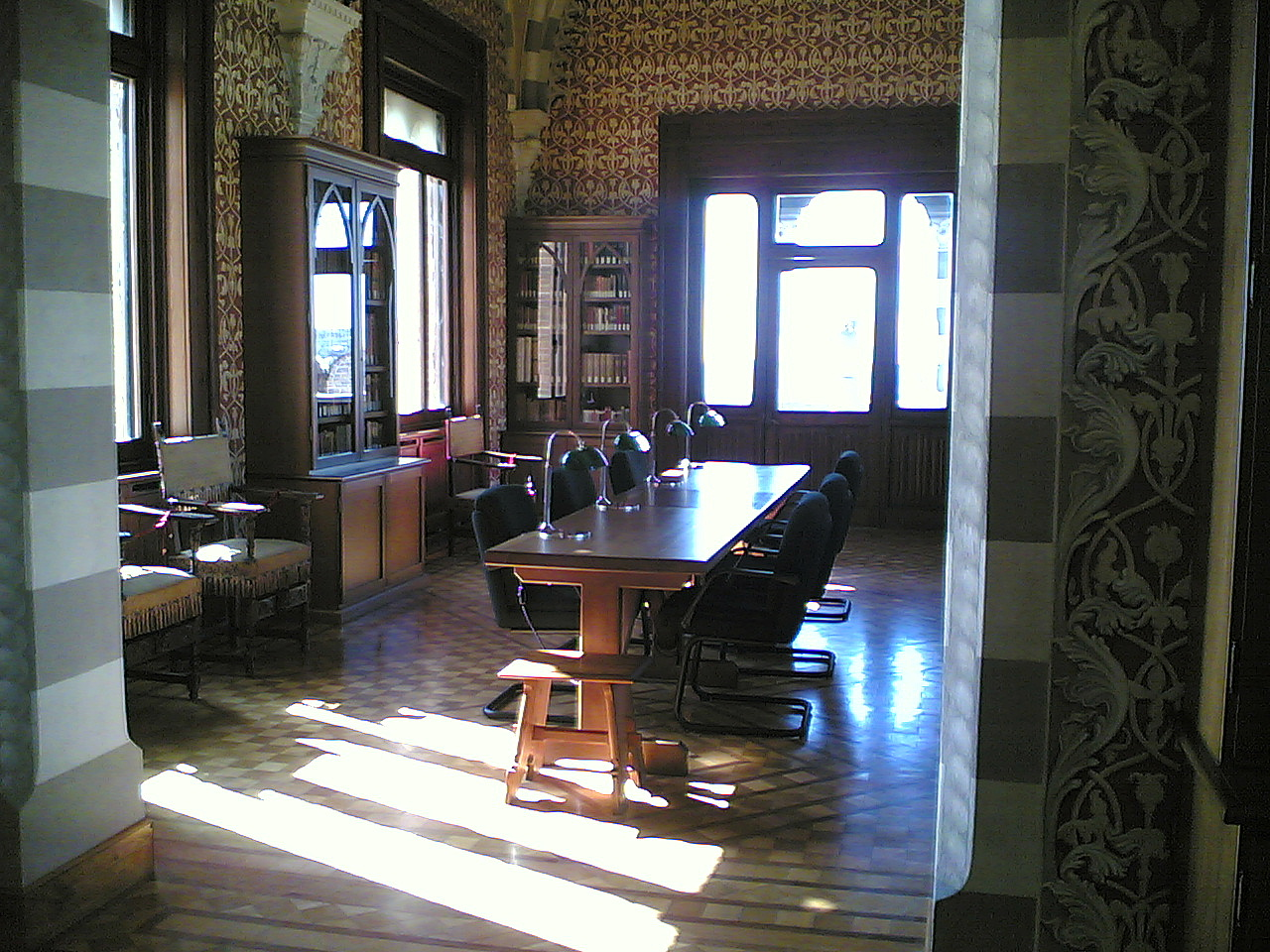
Une pièce utilisée comme bibliothèque.

Les armes africaines soudanaises et zambéziennes, les lances chinoises et les hallebardes européennes qui ornent l'escalier du rez-de-chaussée au deuxième étage se distinguent par leur quantité et leur variété, dans une voie évolutive, selon les critères du XIXe siècle.

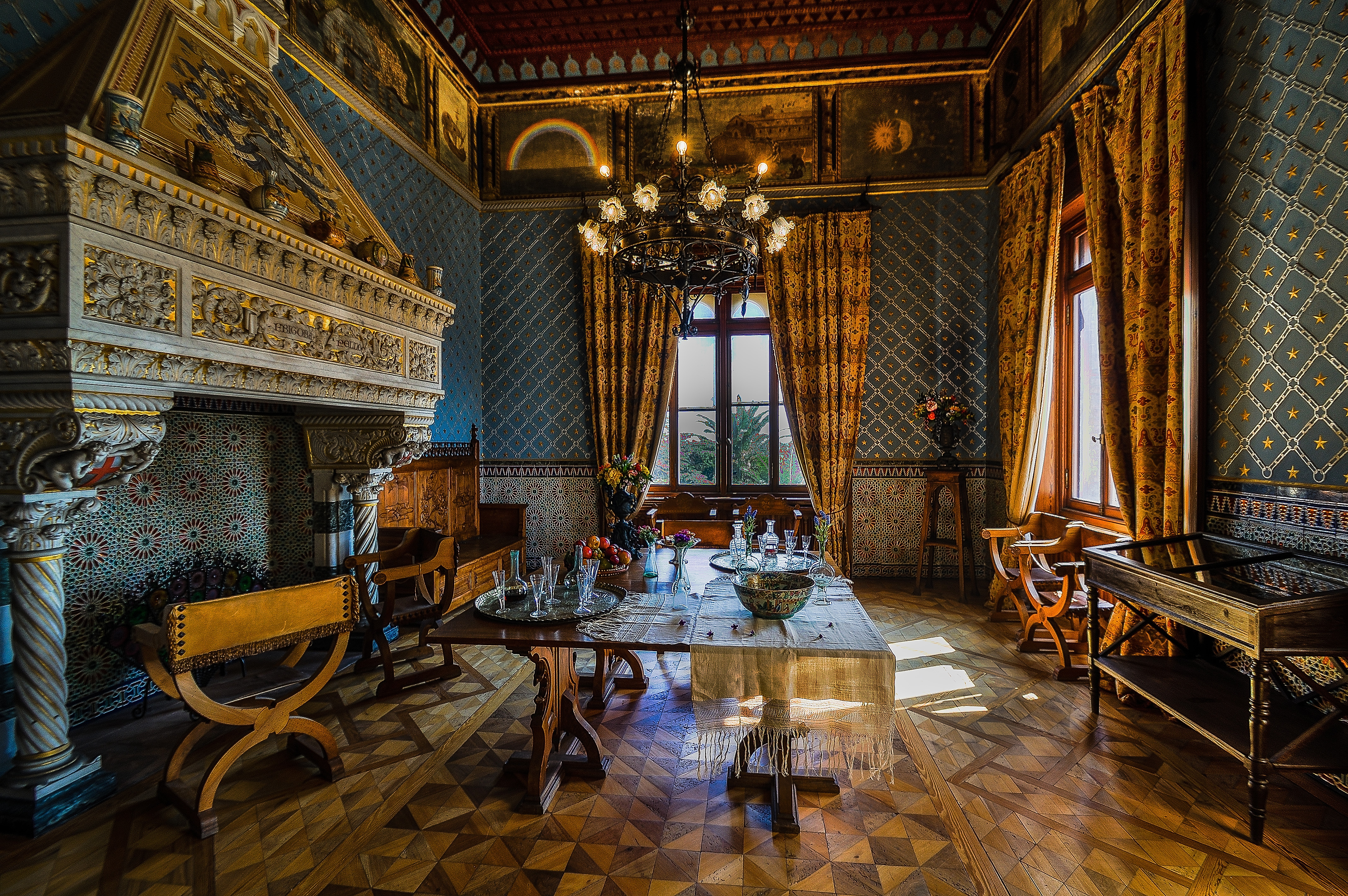
Salle du Navigateur au Musée des Cultures du Monde.

Le mobilier néo-gothique, riche d'influences exotiques, notamment hispano-mauresques et orientales, culmine dans la chambre turque où des centaines de meubles, bijoux, armes, vases, canapés et lampes se profilent sous le lourd rideau du plafond qui simule un rideau entre narguilé et œufs d'autruche.
Le castello d'Albertis propose, à côté du Musée des cultures du monde, un Musée de la musique des peuples, avec des instruments, des ateliers, des spectacles, des expositions et des pièces de théâtre ethnographique.